# Ononis nuristanica
Ononis nuristanica är en ärtväxtart som beskrevs av Dieter Podlech. Ononis nuristanica ingår i släktet puktörnen, och familjen ärtväxter. Inga underarter finns listade i Catalogue of Life.